# Stowarzyszenie Sportu Atletycznego Legia 1926
Stowarzyszenie Sportu Atletycznego Legia 1926 – wielosekcyjny warszawski klub sportowy wywodzący się z CWKS Legia Warszawa.
Stowarzyszenie funkcjonuje od 2005, zostało założone przez działaczy zapasów. W 2009 do stowarzyszenia przystąpiły sekcje 3 dyscyplin sportowych: lekkoatletyki, podnoszenia ciężarów oraz gimnastyki sportowej. Ta ostatnia sekcja działała w ramach SSA Legia 1926 do końca 2014 (w 2015 jej działacze założyli odrębne stowarzyszenie Klub Sportowy Legia).
Trenerem sekcji zapasów był Ksawery Biedermann. Najlepszym jej zawodnikiem był Marek Mikulski, który reprezentował Polskę na igrzyskach olimpijskich w Pekinie (2008) oraz mistrzostwach świata w 2007 i mistrzostwach Europy w 2006, a także wywalczył mistrzostwo Polski w 2006, 2008 i 2010 roku. Innymi mistrzami Polski byli Michał Flis (2006), Andrzej Deberny (2007), również uczestnik mistrzostw świata w 2007. Członek sekcji Marek Szustek zdobył w 2006 dwa srebrne medale mistrzostw Polski w sumo. Stopniowo sekcja pogrążała się w kryzysie, a brązowy medal mistrzostw Polski Marcina Brzezińskiego w 2012 był ostatnim sukcesem seniorskim przez kolejnych kilka lat. W 2011 sekcja zdobyła też tytuł drużynowego mistrza Polski kadetów. Poczynając od 2013 w klubie pozostali tylko juniorzy, a treningi odbywały się w bardzo trudnych warunkach. Poprawa tego stanu nastąpiła w 2015, w 2016 pierwszy po czterech latach medal seniorski (srebrny) mistrzostw Polski wywalczył Patryk Boniecki (wicemistrz Europy kadetów z 2012), a w 2018 pierwszy po ośmiu latach złoty medal tych mistrzostw Rafał Krajewski, także mistrz Polski w 2019, 2020 i 2021, uczestnik mistrzostw świata w 2018, 2019 i 2021 oraz mistrzostw Europy w 2018, 2019, 2020, 2021 i 2022. 
Sekcja podnoszenia ciężarów nie odnosiła w pierwszych latach po dołączeniu do stowarzyszenia większych sukcesów seniorskich. Brązowy medal mistrzostw Polski seniorów zdobył jedynie w 2011 Paweł Faraś (także wicemistrz Polski w 2019). Najlepszą zawodniczką sekcji stała się szybko trenująca w Legii od 2010 Aleksandra Mierzejewska, która w 2014 zdobyła brązowy medal mistrzostw Polski seniorów, w 2015 i 2017 złoty, a w 2018 srebrny medal mistrzostw Polski seniorów, zaś na arenie międzynarodowej zdobyła brązowy medal mistrzostw Europy do lat 23 (2015) i tytuł mistrzyni Europy w kategorii powyżej 90 kilogramów (2018). Po dyskwalifikacji za doping innej zawodniczki przyznano jej w 2020 brązowy medal mistrzostw Europy seniorek rozegranych w 2016, na których zajęła pierwotnie 4. miejsce.
Bez sukcesów funkcjonowała sekcja lekkoatletyczna, szkolono w niej niemal wyłącznie młodzież, która na imprezach rangi mistrzowskiej osiągała jedynie sporadyczne sukcesy (jeden medal młodzieżowych mistrzostw Polski, jeden medal halowych mistrzostw Polski juniorów).
Zawodnicy sekcja gimnastyki sportowej odnosili sukcesy na mistrzostwach Polski juniorów, jedyny medal seniorski (brązowy) zdobył na mistrzostwach Polski w 2013 Jakub Valles (wychowanek klubu) w ćwiczeniach wolnych